# Raymond Hoffenberg
Pour les articles homonymes, voir Hoffenberg.
Sir Raymond Hoffenberg (16 mars 1923 – 22 avril 2007) est un endocrinologue britannique spécialisé dans l'étude de la thyroïde. Né en Afrique du Sud, il a été contraint de la quitter en 1968, et s'installe au Royaume-Uni, où il est président du Royal College of Physicians de 1983 à 1989, et président du Wolfson College, d'Oxford, de 1985 à 1993.

## Enfance
Hoffenberg est né et a grandi à Port Elizabeth, en Afrique du Sud. Il étudie la médecine à l'université du Cap à partir de 1939. Il est sportif, pratiquant le tennis, le golf, le squash, la boxe et le rugby. Il s'enrôle dans l'Armée de terre sud-africaine durant la Seconde Guerre mondiale en 1942, servant en tant que brancardier en Afrique du Nord et en Italie dans la 6e DB sud-africaine. 
Il retourne en Afrique du Sud pour terminer ses études et obtient son master de sciences, ChB, en 1948. Il est interne au Groote Schuur Hospital, puis maître de conférences à l'École de médecine de l'université du Cap. Il se marie avec Margaret Rosenberg en 1949, et ils vivent à Newlands. Ils ont deux fils.
Il passe un certain temps de service auprès d'Albert Schweitzer à Lambaréné en Afrique-Équatoriale française (actuel Gabon), et a voyagé aux États-unis en 1957-8 grâce à une Bourse Carnegie, et il commence à se spécialiser dans l'endocrinologie. Il obtient son doctorat en médecine en 1957 et son Doctorat en 1968. Il est chargé de cours au Département de Médecine à l'Université du Cap, de 1955 à 1967. Il a également continué à exercer la médecine au Groote Schuur Hospital, où il a participé à la préparation de la première transplantation cardiaque par  Christiaan Barnard en 1967. 

## Opposition à l'apartheid
Il rencontre des difficultés politiques en Afrique du Sud. Il s'oppose aux pratiques d'apartheid du Parti National, et soutient Alan Paton et son Parti Libéral, qu'il rejoint en 1953. Il est ami avec Paton et le président du parti, Peter Brown, depuis qu'ils étaient étudiants dans la Ville du Cap. Il soutient le Syndicat National Sud-Africain des Étudiants, et a été président du conseil de la Fonds de Défense et d'Aide, qui finance la défense de ceux qui sont accusés de crimes politiques et soutient leurs familles, jusqu'à son interdiction en 1966. 
En juillet 1967, le Premier Ministre John Vorster émet un ordre d'interdiction en vertu du Suppression of Communism Act (en) qui lui interdit toute activité politique et sociale pendant 5 ans. À ce moment, il bénéficie d'une réputation internationale comme l'un des principaux endocrinologues, et l'ordre d'interdiction suscite des protestations.

## L'émigration vers le Royaume-Uni
Lui et sa famille ont reçu un « permis de sortie » pour quitter l'Afrique du Sud, en 1968, à condition qu'ils n'y reviennent pas. Il part au Royaume-Uni, où il a continué à apporter son soutien à la campagne contre l'apartheid. L'exilé Oliver Tambo est un patient pendant de nombreuses années.
Il a travaillé pour le National Medical Health and Research Council à Mill Hill dans le nord de Londres, et à la clinique de la thyroïde au New End Hospital (en) d'Hampstead, pour quatre ans à partir de 1968. Il devient professeur de médecine à l'Université de Birmingham en 1972, où il développe un département réputé sur le système endocrinien. Il est devenu Président du Wolfson College, à Oxford, en 1985. 
Il est président du Royal College of Physicians de 1983 à 1989, exprimant publiquement son désaccord avec la politique du gouvernement conservateur quant à l'introduction d'un marché intérieur dans le National Health Service. Il est nommé chevalier commandeur de l'Empire britannique (KBE) en 1984. 
Il est président de la Société internationale d'endocrinologie, président de la British Heart Foundation (en) et président de la Campagne médicale contre la guerre nucléaire, puis vice-président de MEDACT (en). Il a reçu six doctorats honoris causa et a été membre de sept sociétés savantes. Quand le scandale des organes Alder Hey (en) éclate, en 1999, il suscite des polémiques en plaidant pour les bienfaits médicaux de la conservation des examens d'échantillons de tissus post-mortem.

## Fin de vie
Il prend sa retraite en 1993, et s'installe en Australie, dans le Queensland, et il est professeur d'éthique médicale à l'université du Queensland, de 1993 à 1995. 
Il se remarie après la mort de son épouse avec Madeleine Douglas, en 2006. Il meurt à Oxford. 